# ババロン

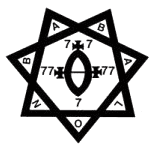
ババロンの紋章

ババロン (Babalon) - 緋色の女、太母（グレートマザー）、または忌まわしき者どもの母とも呼ばれる - は、1904年のアレイスター・クロウリーの『法の書』執筆を以て打ち立てられたセレマの神秘主義的体系に見出される女神である。最も抽象的な形では、かの女は女性の性的欲動、および解放された女性を象徴している。ただし最も多産であるという意味では母なる大地とも同一視されうる。同時にクロウリーは、ババロンにはある霊的役職を担う上での地上的側面があり、それは現実の女性に務められうるものであると信じた。たいていの場合、クロウリーにとってその女性はクロウリーが自分と同一視するところの「ト・メガ・テーリオン」（大いなる獣）の相手となる者であり、その職務は現下のホルスの劫のエネルギーの示現を促すことである。
かの女の配偶者はカオス、「生命の父」にして創造的原理の男性的形態である。ババロンは一振りの剣を佩き獣に乗っている姿に描かれることが多い。しばしば神聖娼婦と呼ばれ、その根本的シンボルは聖餐杯または聖盃である。
クロウリーが『トートの書』に記しているように、「かの女は獣に跨って乗る。左手には両者を結合する情熱を表す手綱を握る。右手には坏を、愛と死に燃え輝く聖杯を掲げる。この杯の中で劫の聖餐の諸元素が混ざり合う。」

## ババロンの三つの姿
ババロンは、セレマ的文献の中でさえ、複合的な様相があり、彼女の三つの本質的な姿は、ピラミッドの都市の入り口、緋色の女、偉大なる母である。

### ピラミッドの都市の入り口
セレマ神秘主義では、アデプトが聖守護天使の知識と会話を達成した後、彼は次のそして最後の大きなマイルストーン——非実在と分解の偉大な精神的荒野、アビスを越える——に到達するであろう。コロンゾンはアビスの住人で、彼の仕事は旅行者を彼の無意味な妄想の世界に引き込むことである。
しかしながら、ババロンはそのちょうど反対側で手招きをしている。もし、アデプトが彼自身を彼女に与えたら、——この行動の象徴はアデプトの血を彼女の聖杯に注ぐこと——彼は彼女に身籠り、神殿の首領として、ピラミッドの都市の住人である聖人として生まれ変わる。
彼女はアビスを守っている。そして彼女の中に完全な純粋さを持って上にいて、下にいる彼らの身請け人として送られる。彼女を通じてそして彼女が乗っている獣の他に高貴な神秘に入る道はない。
また、「霊視と幻聴」(12th Aethyr)には、こう書いてある。
彼に、その中に血が交じった聖杯を見上げさせよ。聖杯のワインは聖人達の血であるからして。緋色の女に光栄を。獣にまたがったババロン、醜態の母。彼女は大地の隅々まで彼らの血を溢れさせ、そして見よ。彼女はそれを密通の聖杯の中に混ぜた。
彼女は誰も拒絶しないため聖なる娼婦と考えられているが、彼女は高い代償——アデプトのすべての血と地上の個人としてのエゴのアイデンティティ——を抽出する。このババロンの姿は12th Aethyrにより詳しく説明されている。
これはババロン、醜態の母の神秘、そしてこれは彼女の不義の神秘。彼女は生き物全てに彼女自身を与え、その神秘の共有者となる。そして彼女は各々の僕となるため、彼女は全員の愛人となる。汝は彼女の栄誉を理解できないとしても。
汝の美しき魔法、おおババロンよ、そして望ましい人。汝は生きる全て物に汝を与え、汝の弱さは彼らの強さを抑制する。汝は理解していようぞ。故に汝の魔法は理解と呼ばれる。おおババロンよ。夜の淑女！
このババロンの側面に含まれるコンセプトは、地上のエゴの消滅を通じて全てを一つにする探求という神秘的な考え方である。（「汝の血はババロンの聖杯の中で入り交じり、汝の心は宇宙のこころである」）ババロンの聖杯の中に満たされた血は、彼女によって「命と美で世界に溢れ」（人間界に戻り「解き放たれる」神殿の首領を創造することを意味する）、49花弁の深紅色の薔薇を象徴している。
性魔術では、月経血と緋色の女またはババロンとの性行為で放出された精液の混合液は、 Elixir Rubeus（ルベウスの薬）（クロウリーの魔法日記ではEl. Rub.と省略されている）と呼ばれ、ケニス・グラントによると「ババロンの残骸、緋色の女、月の進行の溶媒」として言及される。

### 緋色の女の役割
「このババロン、獣の真の愛人。彼女の、下位の界の全ての彼の愛人達はしかし、化身である」.
クロウリーはしばしばババロンと緋色の女は一人だと書いているものの、多くの場合、緋色の女は宇宙の女性原理の代表者または肉体的な顕現として見られている。「Liber Reguli」の脚注では、クロウリーは、「アイオーンの神」と緋色の女と獣は「それらの神々の地上の使者」であると述べている。(Crowley 1997, Liber V val Reguli)そして、彼は「The Law is for All」にこう書いている。
ここで言っておく必用があるが、獣は明確な個人として現れている。つまり、一人の男、アレイスター・クロウリーである。しかし、緋色の女は必用であれば交代することができる士官である。従ってこれを書いている時点、Anno XVI, Sun in Sagittariusでは、この役割を持つ者は何人かいる。

#### 緋色の女たち
アレイスター・クロウリーは、多くの彼の恋人達は予言を行う点でさえ宇宙の役割を演じていると信じていた。彼が緋色の女だった（もしくはだったかも知れない）と考えていた女性を次に上げる。（注釈は「The Law is for All」より）
- ローズ・クロウリー 、クロウリーの最初の妻——「私をアイワスに接触させた：Equinox 1, 7, "The Temple of Solomon the King."を参照。他にもどこかで失敗が記録されている。」
- メアリー・デステ・スタージェス——「私をアブルドイズに接触させ、Book 4を手伝った。個人的な嫉妬で失敗した。」
- ジェーン・ロバート・フォスター——「この本で後に参照する「子供」を産んだ。世間体で失敗した。」
- ロディー・マイナー——「私をアマラントラに接触させた。魔術への無関心で失敗した。」
- マリー・ローリング——「Liber CXIを霊感するのを助けた。優柔不断で失敗した。」
- バーサ・アルマイラ・プリクリル——「職務の就任を遅らせた。よってNo.7を譲った。」
- リア・ハーシグ——「私の実際の参入儀式の手伝いをした。まだ私の側にいる。An XVII, Sol in Sagittarius」
- リーラ・ウォッデル

### 偉大なる母
グノーシスのミサの中で、ババロンはグノーシスの教義で言及される。
そして私は信じる。大地の中に、我々全ての母、そして全ての人類を産み、彼らが安らぐ子宮、彼女の名はババロン。
ここで、ババロンは生命の樹で偉大なる海とイシス、ババニ、マアト
としての母なる女神を表すセフィラ、ビナーとして見なされる。さらに、彼女は全ての肉体の母を表す。サバジウスとヘレナ(1998)は、こう書いた。
偉大なる母として、ババロンはMATTER（ラテン語の母に由来する言葉）を表す。彼女は私たち各々の肉体の母であり、私たちの裸の魂に物質的な肉を着せてくれた。つまり、彼女は母のアーキタイプ、大いなるヨーニ（女陰）、血の通った生命全ての子宮であり、大いなる海、世界を覆い、我々の血管を通る聖なる血そのものであり、大地の母、我々が知る全ての命の子宮である。

## 起源

### バビロンとイシュタル
恐らく最も初期の起源はメソポタミアの主要都市（現在のイラクのヒッラ）、古代都市バビロンである。「バビロン」はアッカドのギリシャ語の変形Babilu (bāb-ilû)で、「神の入り口」の意味である。これは、紀元前2300年ごろからバビロニアの「聖都」で、紀元前613年から新バニロニア王が就任した。
バビロニアに関連する女神の一人にイシュタルがいる。彼女は、アシロ・バビロニアの神々で最も人気のある女神で、有名なイシュタル門の後援者である。彼女はシュメール語のイナンナに相当しアッカド語ではイシュタルと呼ばれた、北西セム人の女神アスタルトの血族である。古代ギリシャではアプロディーテー（ラテン語でヴィーナス）、時々ヘーラーに結びつけられている。イシュタルは受胎能力とセクシャリティの偉大な女神として崇拝されたが、戦争と死、売春婦の守護者としても崇拝された。彼女はまた偉大な娼婦と呼ばれ、聖なる売春は彼女のカルトの一部またはそれらの先祖の女神を形成した。多くは売春婦と醜態の偉大なる母バビロンのヨハネの黙示録の絵とイシュタルは関連づけられている。

### ヨハネの黙示録
バビロンは聖書の中で福音記者ヨハネのヨハネの黙示録でいくつか言及されている。（これは明らかにセレマに影響している。——アレイスター・クロウリーは子供の頃にこれを読み、彼自身が獣であることを想像したと言っている。）彼女は、17:3-6:に次のように描かれている。
御使は、わたしを御霊に感じたまま、荒野へ連れて行った。わたしは、そこでひとりの女が赤い獣に乗っているのを見た。その獣は神を汚すかずかずの名でおおわれ、また、それに七つの頭と十の角とがあった。この女は紫と赤の衣をまとい、金と宝石と真珠とで身を飾り、憎むべきものと自分の姦淫の汚れとで満ちている金の杯を手に持ち、その額には、一つの名がしるされていた。それは奥義であって、「大いなるバビロン、淫婦どもと地の憎むべきものらとの母」というのであった。わたしは、この女が聖徒の血とイエスの証人の血に酔いしれているのを見た。この女を見た時、わたしは非常に驚きあやしんだ。
バビロンはまた都市としても言及されていて、通常は、一度は輝かしいパラダイスだったのに崩壊してしまい、堕落の悪魔への戒めとなっている。
この後、わたしは、もうひとりの御使が、大いなる権威を持って、天から降りて来るのを見た。地は彼の栄光によって明るくされた。彼は力強い声で叫んで言った、「倒れた、大いなるバビロンは倒れた。そして、それは悪魔の住む所、あらゆる汚れた霊の巣くつ、また、あらゆる汚れた憎むべき鳥の巣くつとなった。すべての国民は、彼女の姦淫に対する激しい怒りのぶどう酒を飲み、地の王たちは彼女と姦淫を行い、地上の商人たちは、彼女の極度のぜいたくによって富を得たからである」。わたしはまた、もうひとつの声が天からでるのを聞いた、「わたしの民よ。彼女から離れ去って、その罪にあずからないようにし、その災害に巻き込まれないようにせよ。彼女の罪は積もり積もって天に達しており、神はその不義の行いを覚えておられる。
アレイスター・クロウリーは非キリスト教起源いくつかの象徴を提示した「霊視と幻聴」(2 Aethyr)で、彼自身の黙示録を記録した。
私が得た物の全ては、啓示書は完全に寓喩と切り離された一ダースかそこらの校訂本であり、断片の寄せ集め、理由を繋げ合わせるために情け容赦なく計画された。そんな寓喩は、人々がキリスト教に真の精神的知識または最高の精神のための食べ物を見ることができないと責めたため、キリスト教の主旨で書き換えられ編集された。それは最も無知な欺きのみであり、また空論者を満足させるのみの神学であり、不思議以外の何ものでもない。
だから人はこの寓喩を掲げ、キリスト教徒に向け、ヨハネの形式を真似する。これは、どうして宣伝されているように数年毎にこの世の終わりが起こらないのかを説明している。

### エノキアン魔術
別の情報源は、ジョン・ディー博士とエドワード・ケリー卿が十六世紀に創作したエノキアン魔術の体系である。この体系は、エノキアンという独特の言語を基にして、二つの言葉が明らかに関係がある。一つはBABALONDで、「売春婦」と訳される。もう一つはBABALONで、「邪悪な」という意味である。

## 参考書籍
- The Bible, King James Version.
- Crowley, Aleister (1981), The Book of Thoth, New York, NY: Weiser
- Crowley, Aleister (1998), The Vision & the Voice : the Equinox, IV(2). York Beach, Me. : Samuel Weiser.
- Crowley, Aleister (1997), The Book of the Law [Liber AL vel Legis]. York Beach, Me. : S. Weiser.
- Crowley, Aleister (1996), Commentaries on the Holy Books and Other Papers : the Equinox,IV(1). York Beach, Me. : S. Weiser.
- Crowley, Aleister (1995), The Book of Lies. York Beach, Me. : S. Weiser.
- Crowley, Aleister (1997), “Liber V vel Reguli”, Magick: Book 4, York Beach, ME: Weiser
- Crowley, Aleister (1997), “Liber XV”, Magick: Book 4, York Beach, ME: Weiser
- Helena and Tau Apiryon (1998), The Creed of the Gnostic Catholic Church: an Examination.